# Reflections of a Shadow
Reflections of a Shadow è il quinto album del gruppo musicale power metal tedesco Rage, pubblicato nel 1990 dalla Noise Records.

## Edizioni
Esistono 2 edizioni diverse di Reflections of a Shadow: l'edizione standard e quella rimasterizzata del 2002 con 5 tracce in più e una copertina diversa.

## Tracce
1. Introduction (A Bit More Of Green) - 01:33 (P Wagner)
2. That's Human Bondage - 04:26 (P Wagner)
3. True Face in Everyone - 05:12 (M Schmidt, P Wagner)
4. Flowers That Fade in My Hand - 07:40 (M Schmidt, P Wagner)
5. Reflections of a Shadow - 03:53 (M Schmidt, P Wagner)
6. Can't Get Out - 05:03 (P Wagner)
7. Waiting for the Moon - 04:40 (M Schmidt, P Wagner)
8. Faith - 05:42 (M Schmidt, P Wagner)
9. Saddle the Wind - 04:06 (P Wagner)
10. Dust - 04:49 (P Wagner)
11. Nobody Knows - 03:50 (M Schmidt, P Wagner)
12. Wild Seed - 05:26 (M Schmidt, P Wagner)

Remastered Bonus Tracks
1. Woman - 3:47 (P Wagner)
2. Ashes - 5:02 (P Wagner)
3. Bottlefield - 2:37 (P Wagner)
4. What's Up - 3:36 (M Schmidt, P Wagner)
5. Woman (Acoustic) - 4:44 (P Wagner)

## Formazione
- Peter Wagner - voce, basso
- Manni Schmidt - chitarra
- Chris Efthimiadis - batteria